# Graziana klagenfurtensis
Graziana klagenfurtensis е вид коремоного от семейство Hydrobiidae. Видът е застрашен от изчезване.

## Разпространение
Разпространен е в Австрия.